# المنارة (القيروان)
المَنَارَة قرية تقع بمعتمدية نصر الله بولاية القيروان بالوسط التونسي.
1. ↑  "المناطق الترابية (العمادات) حسب الولايات والمعتمديات". اطلع عليه بتاريخ 2024-11-30.